# Marie-Jo Bonnet
Marie-Josèphe (Marie-Jo) Bonnet, född 6 juli 1949 i Deauville, är en fransk feminist, historiker och författare. Hon har bland annat skrivit om kvinno- och HBTQ-historia.

## Biografi
Marie-Josèphe Bonnet föddes år 1949 i Deauville i Normandie i nordvästra Frankrike. Hon avlade doktorsexamen vid Université Paris Diderot med avhandlingen Les relations amoureuses entre les femmes du xvie au xxe siècle. Bonnet har föreläst vid Columbia University och Carleton University och därtill varit programledare i radiokanalerna France Culture och France Inter samt TV-programmet France 2. Hon har även deltagit i konferenser och paneldebatter i ämnena konst, kvinnliga konstnärer samt hur kvinnor framställs i konst och reklam.
År 1971 gick Bonnet med i Mouvement de libération des femmes och var sedan medgrundare av Front homosexuel d'action révolutionnaire och Gouines rouges, en radikalfeministisk aktivistgrupp.